# Regreso del más allá
Regreso del más allá es un largometraje de terror español, realizado por Juan José Porto en 1982.

## Argumento
Un niño presencia el trato vejatorio que sufre su madre por parte de la familia a la que ella sirve. Cuando un hombre de la familia la deja embarazada, le provocan un aborto, y muere en el proceso. Contemplar la vejación y muerte de su madre deja en el niño un imborrable deseo de venganza.
Años después, un intruso penetra en la vivienda, y asesina a toda la familia.
Ha pasado el tiempo, un matrimonio (Ana Obregón y Andrés Resino) se instala en una vivienda de las afueras de Granada. Poco después, la mujer comienza a tener visiones con la familia asesinada como protagonista, en la que los espíritus de los fallecidos intentan transmitirle lo que sucedió.

## Reparto
- Ana Obregón
- Andrés Resino
- Emilio Prieto
- Carmen Sala
- José A. Paredes
- Elena Barona
- Pablo Martín

## Distribuidoras
- Televisión Española (TVE-1) (España) (TV)
- Canal Somos (España) (TV)